# Geordie Beamish
Geordie Beamish (Hastings, 24 ottobre 1996) è un mezzofondista neozelandese vincitore della medaglia d'oro ai mondiali indoor di Glasgow nei 1500 metri piani.

## Record nazionali
Seniores
- 3000 metri piani indoor: 7'34"88 ( New York, 11 febbraio 2024)
- 2 Miglia indoor: 8'05"73 ( New York, 11 febbraio 2024)
- 5000 metri piani: 13'04"33( Boston, 26 gennaio 2024)
- 5000 metri piani indoor: 13'04"33 ( Boston, 26 gennaio 2024)
- 3000 metri siepi: 8'09"64 ( Parigi, 7 luglio 2024)
- 5 km su strada: 13'36" ( Boston, 16 aprile 2022)

## Palmarès
| Anno | Manifestazione          | Sede       | Evento       | Risultato | Prestazione | Note  |
| ---- | ----------------------- | ---------- | ------------ | --------- | ----------- | ----- |
| 2022 | Mondiali indoor         | Belgrado   | 3000 m piani | 10º       | 7'46"91     | [ 1 ] |
| 2022 | Mondiali                | Eugene     | 5000 m piani | Batteria  | 13'36"86    |       |
| 2022 | Giochi del Commonwealth | Birmingham | 5000 m piani | 6º        | 13'21"71    | [ 2 ] |
| 2023 | Mondiali                | Budapest   | 3000 m siepi | 5º        | 8'13"46     | [ 3 ] |
| 2024 | Mondiali indoor         | Glasgow    | 1500 m piani | Oro       | 3'36"54     | [ 4 ] |
| 2024 | Giochi olimpici         | Parigi     | 3000 m siepi | Batteria  | 8'25"86     |       |

## Altre competizioni internazionali
2022
- Oro ai Millrose Games ( New York), 3000 m piani indoor - 7'39"50

2023
- 4º al Bauhaus-Galan ( Stoccolma), 3000 metri siepi - 8'17"63
- 5º all'Herculis ( Monaco), 3000 metri siepi - 8'13"26
- Bronzo al Prefontaine Classic ( Eugene), 3000 metri siepi - 8'14"01
- Bronzo al Fifth Avenue mile ( New York), miglio in strada - 3'50"0

2024
- 8º al Prefontaine Classic ( Eugene), miglio - 3'49"09

2025
- Argento al Bauhaus-Galan ( Stoccolma), 3000 m siepi - 8'13"86